# Перуанский конституционный референдум (1919)
Конституционный референдум в Перу проходил 25 августа 1919 года. Предложенные изменения Конституции были одобрены.

## Предвыборная обстановка
7 апреля 1919 года избранный президент Аугусто Легия совершил президентский переворот. 10 июля он издал два указа, один из которых назначал выборы в Конгресс на 24 августа, а другой - референдум по конституционной реформе на следующий день 25 августа. Таким образом, вновь избранный Конгресс мог бы обсуждать и дополнять Конституцию, но был бы связан результатами референдума.

## Конституционные поправки
Новая Конституция состояла из 19 глав. Она предусматривала президентский срок в пять 5 лет с избранием президента Конгрессом. Конгресс должен был избираться также каждые 5 лет. Также предусматривались три провинциальные Ассамблеи. Конституция предусматривала 6 лет бесплатного и обязательного начального образования, ограничивала смертную казнь случаями убийств и государственной измены и гарантировала, что военное положение не может ограничивать личные свободы граждан.

## Последующие события
Новая Конституция была одобрена на референдуме. После этого Конгресс единогласно 79 голосами принял её 27 декабря 1919 года.